# 栗生澤淳一
栗生澤 淳一（くりうざわ じゅんいち、1965年2月25日 - ）は、日本の元男子バレーボール選手、バレーボール指導者。元バレーボール日本男子代表。
現福井工業大学バレーボール部監督。

## 来歴
岩手県大船渡市出身。大船渡高、中央大学を経て、1987年日本たばこ産業(JT)広島支店に入社、日本たばこバレー部に入部。主力センターとして活躍した。
その活躍から全日本代表に選抜される。1992年バルセロナオリンピック出場、アジア選手権には3度出場し、1989年準優勝、1991年優勝、1993年3位に貢献した。
1994年から始まったVリーグにもJTサンダーズの一員として引き続き参加。1998年現役を引退。
直後から母校中央大学バレー部監督に就任し6年間務めた。
2006年5月、オレーク・アントロポフの下、JTサンダーズのコーチに就任した。翌2007年、リーグ開幕前にアントロポフが体調不良により帰国したため監督代行を務め、同年の天皇杯で優勝した。2008年6月にコーチを勇退。
その後はJTサンダーズ副部長を務め、2010年からは部長に昇格した。2013年、低迷していたチームを改革するためヴェセリン・ヴコヴィッチを監督に招聘し越川優を補強、これが実りJTを立て直し、2014/15シーズンにはクラブ史上初のリーグ優勝となった。これを評価され2013/14シーズンにVプレミアリーグ優秀GM賞を受賞している。

## エピソード
- 選手時代の偉業を記念して、地元大船渡に「栗生澤杯大船渡ポートサイドバレーボール大会」という高校年代の大会が開催されている。

## 略歴
- 岩手県立大船渡高等学校
- 中央大学
- 日本たばこ/JTサンダーズ（1987-1998年）
- 中央大学バレー部監督（1998-2003年）
- JTサンダーズコーチ（2006-2008年）
  - JTサンダーズ監督代行（2007-2008年）
- JTサンダーズ副部長（2008-2010年）
- JTサンダーズ広島部長（2010-2021年）
- 福井工業大学バレーボール部監督（2021年-）

## 球歴
- 全日本代表としての主な国際大会出場歴[1]
  - オリンピック - 1992年
  - ワールドカップ - 1991年
  - ワールドリーグ - 1991年、1996年
  - アジア選手権 - 1989年、1991年、1993年
- 監督（代行）歴
  - Vプレミア - 2007/08（6位）
  - 天皇杯 - 2007年（優勝）
- 受賞歴
  - 2014年 - 2013/14Vプレミアリーグ 優秀GM賞[9]